# Пројекат ЧАТЕР
Пројекат ЧАТЕР је био програм Ратне морнарице Сједињених Држава који је започет у јесен 1947. године и фокусирао се на идентификацију и тестирање наркотика током испитивања затвореника и регрутовања агената. Њихова истраживање је укључивало лабораторијске експерименте и на животињама и на људима. Програм је спровођен под руководством Чарлса Севиџа са Института за поморска медицинска истраживања, Бетесда, Мериленд, од 1947. до 1953. године. Пројекат је био усмерен на идентификацију синтетичких и природних агенаса који су били ефикасни током испитивања, као и на тестирање могућих начина третирања депресије. Пројекат је био усредсређен, али не и ограничен на употребу анабазина (алкалоида), скополамина и мескалина. Био је то први пројекат америчке владе у којем је диетиламид лизергинске киселине (ЛСД-25) коришћен над људима. Морнарица је по званичним наводима окончала пројекат 1953. године када су наведени експерименти утопљени у пројекат МКУЛТРА.